# Nectandra brittonii
Nectandra brittonii är en lagerväxtart som beskrevs av Carl Christian Mez. Nectandra brittonii ingår i släktet Nectandra och familjen lagerväxter. Inga underarter finns listade i Catalogue of Life.